# Luxorpark
Het Luxorpark (Frans: Parc Luxor) is een woonwijk in de Belgische gemeente Oudergem in het Brussels Hoofdstedelijk Gewest. De wijk ligt in het noorden van de gemeente op de grens met de gemeente Sint-Pieters-Woluwe. De wijk ligt ingeklemd tussen de Vorstlaan in het oosten, met daarachter het domein van Kasteel Hertoginnedal, en de spoorlijn Brussel-Tervuren in het westen, met daarachter het Woluwepark. Verder naar het oosten ligt de wijk Hertoginnedal en naar het westen de wijk Vogelzang.